# خوسيه إدواردو لوبيز
خوسيه إدواردو لوبيز (بالإسبانية: José Eduardo López)‏ مواليد 20 ديسمبر 1990 في ولاية كواهويلا، المكسيك، هو ملاكم محترف مكسيكي يصنف ضمن فئة وزن الوسط.

## إحصائيات
خاض خلال مسيرته 26 نزالا، فاز في 22 وتعادل في 1 وخسر في 3. فاز بالضربة القاضية في 13 نزالا.

## روابط خارجية
- خوسيه إدواردو لوبيز على موقع بوكس ريك (الإنجليزية) (registration required)